# Straßenbahn Neunkirchen
| Triebwagen 2 im Hannoverschen Straßenbahn-Museum, 2004 |                      |                              |                              |
| Spurweite: | 1435 mm (Normalspur) |                              |                              |
| |                      |                              |                              |
| \| \| \| Schlachthof \| \| \| \| \| Betriebshof \| \| \| \| \| Lämmerhof \| \| \| \| \| Güterbahnhof \| \| \| \| \| Wellesweilerstraße \| \| \| \| \| Wiebelskirchen Hangarder Weg \| \| \| \| \| Hauptbahnhof \| \| \| \| \| Schulstraße \| \| \| \| \| \| \| \| \| \| Postamt \| \| \| \| \| Stummdenkmal \| \| \| \| \| \| \| \| \| \| Marienkirche \| \| \| \| \| Oberer Markt \| \| \| \| \| Talstraße \| \| \| \| \| Stadtbad \| \| \| \| \| Friedhofsweg \| \| \| \| \| Scheib \| \| \| \| \| Steinstraße \| \| \| \| \| Steinwald \| \| \| \| \| \| \| \| \| \| Oberschmelzer Weg \| \| \| \| \| Niederneunkirchen \| \| \| \| \| Boxberg \| \| \| \| \| Grube Dechen \| \| \| \| \| Dechen \| \| \| \| \| Heinitz \| \| \| \| \| Spiesen \| \| \| \| \| nach Saarbrücken (Meterspur) \| \| \| \| \| Saarbrücker Straße \| \| \| \| \| Landsweiler \| \| \| \| \| Heiligenwald \| \| |                      |                              |                              |
| U-Bahn-Kopfbahnhof Streckenanfang (Strecke außer Betrieb) |                      | Schlachthof                  | Schlachthof                  |
| U-Bahn-Abzweig geradeaus, nach links und von links (Strecke außer Betrieb) |                      | Betriebshof                  | Betriebshof                  |
| U-Bahn-Haltepunkt / Haltestelle (Strecke außer Betrieb) |                      | Lämmerhof                    | Lämmerhof                    |
| U-Bahn-Haltepunkt / Haltestelle (Strecke außer Betrieb) |                      | Güterbahnhof                 | Güterbahnhof                 |
| U-Bahn-Haltepunkt / Haltestelle (Strecke außer Betrieb) |                      | Wellesweilerstraße           | Wellesweilerstraße           |
| U-Bahn-Kopfbahnhof Streckenanfang (Strecke außer Betrieb) · U-Bahn-Strecke (außer Betrieb) |                      | Wiebelskirchen Hangarder Weg | Wiebelskirchen Hangarder Weg |
| U-Bahn-Haltepunkt / Haltestelle (Strecke außer Betrieb) · U-Bahn-Strecke (außer Betrieb) |                      | Hauptbahnhof                 | Hauptbahnhof                 |
| U-Bahn-Haltepunkt / Haltestelle (Strecke außer Betrieb) · U-Bahn-Strecke (außer Betrieb) |                      | Schulstraße                  | Schulstraße                  |
| U-Bahn-Strecke nach links (außer Betrieb) · U-Bahn-Abzweig geradeaus und von rechts (Strecke außer Betrieb) |                      |                              |                              |
| U-Bahn-Haltepunkt / Haltestelle (Strecke außer Betrieb) |                      | Postamt                      | Postamt                      |
| U-Bahn-Haltepunkt / Haltestelle (Strecke außer Betrieb) |                      | Stummdenkmal                 | Stummdenkmal                 |
| U-Bahn-Strecke von links (außer Betrieb) · U-Bahn-Abzweig geradeaus und nach rechts (Strecke außer Betrieb) |                      |                              |                              |
| U-Bahn-Strecke (außer Betrieb) · U-Bahn-Haltepunkt / Haltestelle (Strecke außer Betrieb) |                      | Marienkirche                 | Marienkirche                 |
| U-Bahn-Strecke (außer Betrieb) · U-Bahn-Haltepunkt / Haltestelle (Strecke außer Betrieb) |                      | Oberer Markt                 | Oberer Markt                 |
| U-Bahn-Strecke (außer Betrieb) · U-Bahn-Haltepunkt / Haltestelle (Strecke außer Betrieb) |                      | Talstraße                    | Talstraße                    |
| U-Bahn-Strecke (außer Betrieb) · U-Bahn-Haltepunkt / Haltestelle (Strecke außer Betrieb) |                      | Stadtbad                     | Stadtbad                     |
| U-Bahn-Strecke (außer Betrieb) · U-Bahn-Haltepunkt / Haltestelle (Strecke außer Betrieb) |                      | Friedhofsweg                 | Friedhofsweg                 |
| U-Bahn-Strecke (außer Betrieb) · U-Bahn-Haltepunkt / Haltestelle (Strecke außer Betrieb) |                      | Scheib                       | Scheib                       |
| U-Bahn-Strecke (außer Betrieb) · U-Bahn-Haltepunkt / Haltestelle (Strecke außer Betrieb) |                      | Steinstraße                  | Steinstraße                  |
| U-Bahn-Strecke (außer Betrieb) · U-Bahn-Kopfbahnhof Streckenende (Strecke außer Betrieb) |                      | Steinwald                    | Steinwald                    |
| U-Bahn-Abzweig geradeaus und nach links (Strecke außer Betrieb) · U-Bahn-Strecke von rechts (außer Betrieb) |                      |                              |                              |
| U-Bahn-Strecke (außer Betrieb) · U-Bahn-Haltepunkt / Haltestelle (Strecke außer Betrieb) |                      | Oberschmelzer Weg            | Oberschmelzer Weg            |
| U-Bahn-Strecke (außer Betrieb) · U-Bahn-Haltepunkt / Haltestelle (Strecke außer Betrieb) |                      | Niederneunkirchen            | Niederneunkirchen            |
| U-Bahn-Strecke (außer Betrieb) · U-Bahn-Haltepunkt / Haltestelle (Strecke außer Betrieb) |                      | Boxberg                      | Boxberg                      |
| U-Bahn-Strecke (außer Betrieb) · U-Bahn-Haltepunkt / Haltestelle (Strecke außer Betrieb) |                      | Grube Dechen                 | Grube Dechen                 |
| U-Bahn-Strecke (außer Betrieb) · U-Bahn-Haltepunkt / Haltestelle (Strecke außer Betrieb) |                      | Dechen                       | Dechen                       |
| U-Bahn-Strecke (außer Betrieb) · U-Bahn-Haltepunkt / Haltestelle (Strecke außer Betrieb) |                      | Heinitz                      | Heinitz                      |
| U-Bahn-Strecke (außer Betrieb) · U-Bahn-Bahnhof (Strecke außer Betrieb) |                      | Spiesen                      | Spiesen                      |
| U-Bahn-Strecke (außer Betrieb) · U-Bahn-Strecke nach links (außer Betrieb) |                      | nach Saarbrücken (Meterspur) | nach Saarbrücken (Meterspur) |
| U-Bahn-Haltepunkt / Haltestelle (Strecke außer Betrieb) |                      | Saarbrücker Straße           | Saarbrücker Straße           |
| U-Bahn-Haltepunkt / Haltestelle (Strecke außer Betrieb) |                      | Landsweiler                  | Landsweiler                  |
| U-Bahn-Kopfbahnhof Streckenende (Strecke außer Betrieb) |                      | Heiligenwald                 | Heiligenwald                 |

Die Straßenbahn Neunkirchen verkehrte von 1907 bis 1978 und wurde von der Neunkircher Straßenbahn AG betrieben, die heute als Neunkircher Verkehrs GmbH (NVG) firmiert. Zu ihrem Netz gehörte eine der steilsten Straßenbahnstrecken Europas am Hüttenberg, der damaligen Haupteinkaufsstraße Neunkirchens. Hier wurde eine Steigung von rund 111 Promille in reinem Adhäsionsbetrieb befahren. Von 1961 bis 1978 wurden vierachsige, normalspurige Gelenktriebwagen der Bauart GT4 der Maschinenfabrik Esslingen eingesetzt, die eigens für den Neunkircher Steilstreckenbetrieb auf Allachsantrieb modifiziert worden waren.

## Straßenbahn Neunkirchen – Wiebelskirchen
Am 18. April 1906 beschloss der Neunkircher Gemeinderat den Bau einer elektrischen, normalspurigen Straßenbahn. Der erste Spatenstich fand am 19. September 1906 statt. Am 13. September 1907 wurde die insgesamt 5,3 Kilometer lange Strecke eröffnet; die Baukosten betrugen 890.257 Mark. Die Linie 1 führte von der Scheib über Oberer Markt, Hüttenberg, Stummdenkmal und Hauptbahnhof nach Wiebelskirchen zur Endstation Hangarder Weg. Bereits im ersten Betriebsjahr wurden 1,6 Millionen Fahrgäste befördert.

## Straßen- und Kleinbahn AG in Neunkirchen

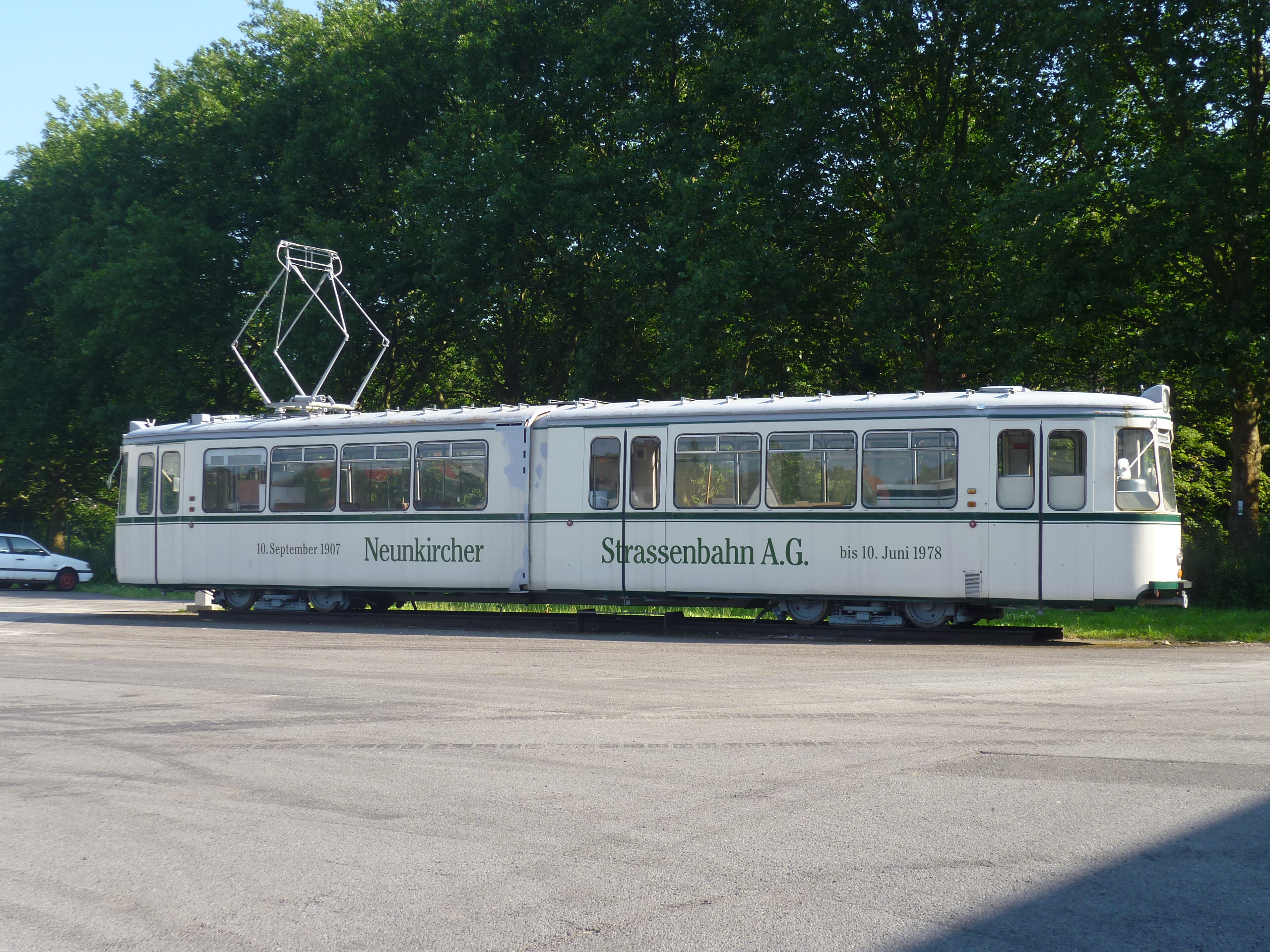
Triebwagen 4 als Denkmal auf dem NVG-Betriebshof

Nach der Stadtwerdung 1922 gründete Neunkirchen am 12. August 1925 mit dem Kreis Ottweiler die „Straßen- und Kleinbahn AG in Neunkirchen“ und brachte ihre Straßenbahnlinie Scheib-Wiebelskirchen in die neue Gesellschaft ein, an der die Stadt Neunkirchen 60 Prozent und der Kreis Ottweiler 40 Prozent des Aktienkapitals hielt.
Der Neugründung folgte eine wesentliche Erweiterung des Streckennetzes in den Kreis Ottweiler hinein: Die Linie 3 fuhr seit dem 9. April 1927 vom Stummdenkmal über Dechen und Heinitz nach Spiesen; ab 9. Dezember 1927 war der Ausgangspunkt der Linie 3 bereits am Schlachthof, an dieser Strecke lag auch der Betriebshof.
Am 7. Dezember 1927 war die Stammlinie bis zum Steinwald verlängert worden. Zwischen Hauptbahnhof und Steinwald wurde der Verkehr durch die Linie 2 verstärkt, die seit 1965 einen Teil der Fahrten bereits auf der Zweigstrecke zum Schlachthof begann.
Die Linie 4 kam am 24. Oktober 1931 hinzu und fuhr vom Stummdenkmal über Landsweiler bis Heiligenwald. Das Netz war auf insgesamt 19 Kilometer – davon 2,6 Kilometer zweigleisige – Strecken angewachsen. Die Neunkircher Straßen- und Kleinbahn AG beförderte 1931 mehr als 3,5 Millionen Fahrgäste.
Im Jahre 1937 erreichte der Wagenpark mit 22 Triebwagen und fünf Beiwagen, fast genau doppelt so viele wie 1914, seinen höchsten Stand. 
In Spiesen bestand von 1927 bis 5. November 1958 Anschluss an die Linien 8/9 der Straßenbahn Saarbrücken. 1939/40 war der Abschnitt Dechen – Spiesen der Linie 3 wegen kriegswichtiger Gütertransporte an die Gesellschaft für Straßenbahnen im Saartal abgetreten und auf Meterspur umgebaut worden. Diesen benutzte nun auch die Linie 9. Diese Maßnahme war aber ab 1. November 1941 wieder rückgängig gemacht worden.
Den am 18. Dezember 1925 eröffneten Omnibusbetrieb verkaufte die Straßen- und Kleinbahn AG am 11. Oktober 1936 an die Deutsche Reichspost. Er umfasste damals 16 Busse für 21 Linien mit einer Gesamtlänge von 249 Kilometern. Erst 1950 wurden wieder neue Omnibuslinien eröffnet.

## Neunkircher Straßenbahn AG
Am 16. August 1938 änderte die AG ihren Namen in „Neunkircher Straßenbahn AG“. Zum Ende des Zweiten Weltkriegs erlitt die Straßenbahn umfangreiche Schäden, konnte jedoch 1945/46 den Betrieb nach und nach wieder aufnehmen. Im Jahr 1946 wurden mehr als 13 Millionen Fahrgäste befördert. Ab dieser Zeit waren die Beförderungszahlen allerdings rückläufig; 1948 wurden circa 9,6 Millionen Fahrgäste befördert. In den 1950er Jahren kam es wegen zahlreicher Bergschäden zu einer Reduzierung des Schienennetzes und der teilweisen Umstellung auf Oberleitungsbusse.
Als erste wurde die Linie 4 ab 1. August 1953 umgestellt; ab 11. Mai 1954 wurde sie auf dem bisherigen Weg der Linie 1 vom Hauptbahnhof nach Wiebelskirchen verlängert. Zum Steinwald fuhr nur noch die Straßenbahnlinie 2. Der Obusbetrieb setzte auf elf Kilometer Streckenlänge 16 Fahrzeuge ein. Die letzten Obusse der Linie 4 verkehrten am 31. März 1964.
Als nach Schließung der Zechen Heinitz und Dechen die Straßenbahnlinie 3 am 29. Januar 1965 durch eine Omnibuslinie ersetzt wurde, war der Obusbetrieb schon nicht mehr vorhanden.
Das Straßenbahnnetz war nun auf die Stadtlinie 2 Steinwald – Hauptbahnhof mit Abzweig zum Schlachthof und eine Gesamtlänge von 5,4 Kilometer reduziert worden, die von acht, ab 1965 sieben, Triebwagen befahren wurde. Der damals kleinste Straßenbahnbetrieb der Bundesrepublik hielt sich noch bis zum 10. Juni 1978, weil befürchtet wurde, dass auf der Steilstrecke der Omnibusverkehr zu gefährlich sei. Erst eine neue, antriebsstarke Omnibusgeneration half, diese Bedenken zu zerstreuen.
Einer der letzten Triebwagen (Nummer 2, Typ GT4, Baujahr 1961) der Neunkircher Straßenbahn steht heute im Hannoverschen Straßenbahn-Museum. Er wurde renoviert und ist seit Sommer 2003 wieder einsatzbereit. Ein weiterer GT4 (Nummer 4, selbes Baujahr) steht auf dem Betriebsgelände der Neunkircher Verkehrs-AG, dieser ist jedoch in sehr schlechtem Zustand und nicht fahrbereit. Er stand früher auf dem Gelände des Neunkircher Zoos.
Die maximale Neigung der Strecke laut Höhenprofil betrug 110,7 Promille. Die zum Schluss eingesetzten Fahrzeuge vom Typ GT4 waren rechnerisch für eine Neigung von 115 Promille ausgelegt.
Seit dem 1. September 1978 lautet die Unternehmensbezeichnung Neunkircher Verkehrs-AG. Sie betreibt mit über 50 eigenen sowie rund 30 angemieteten Fahrzeugen ein umfangreiches Omnibusnetz in der Stadt und den Nachbargemeinden. Das aus 14 verschiedenen Linien bestehende Netz erstreckt sich über 270 Kilometer Gesamtlänge mit 580 Haltestellen. Über acht Millionen Fahrgäste werden jährlich auf einer Gesamtstrecke von über drei Millionen Kilometer befördert. (Stand: 2010.)

## Unfälle

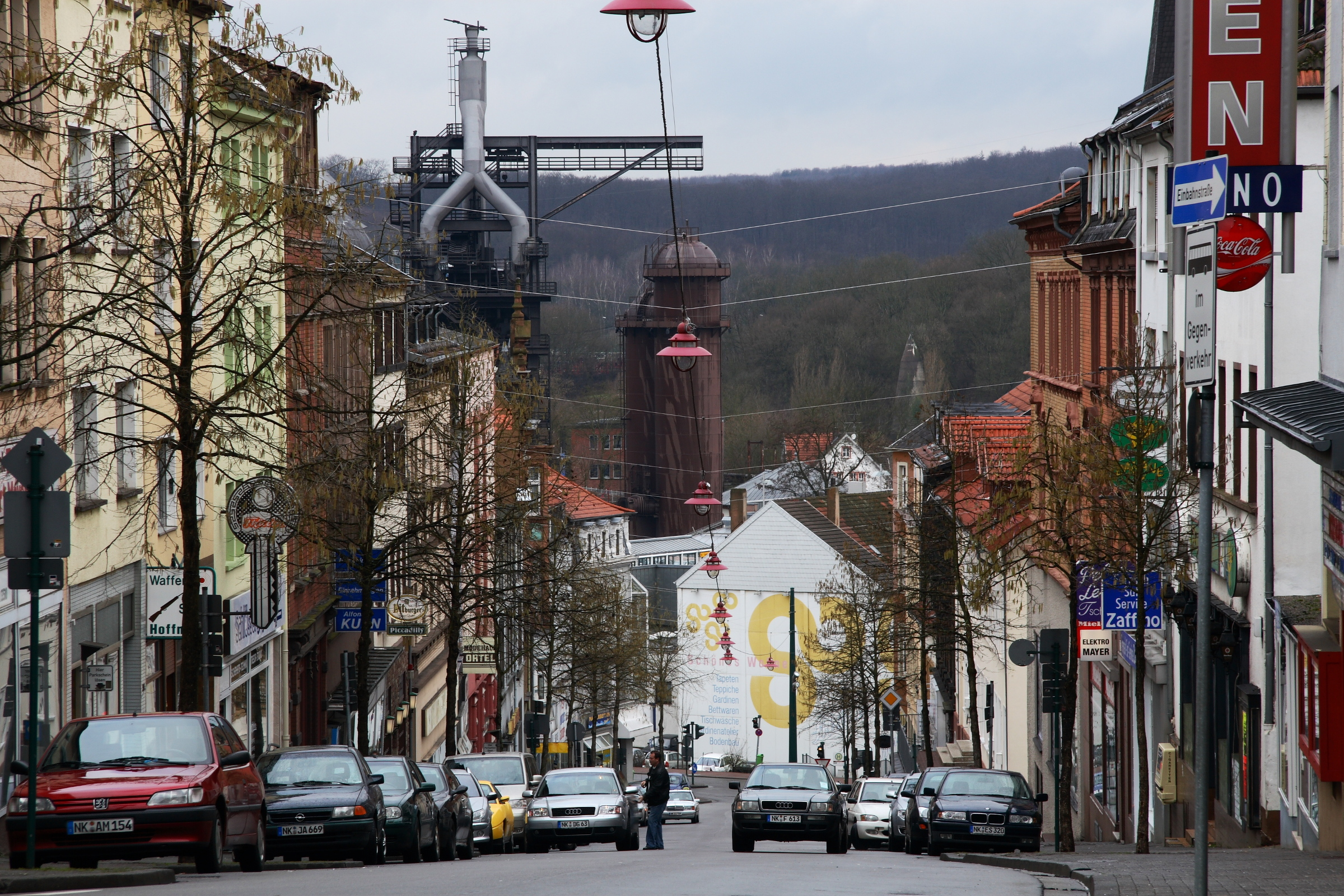
Hüttenbergstraße (2007)

Die Hüttenbergstraße war durch die große Steigung immer wieder ein Ort von Unfällen und Unglücken. Bereits am 18. September 1907, kurz nach der Fertigstellung der Bahn, starben zwei Menschen bei einem Unfall. Weitere Unfälle gab es 1917, 1922 und 1932.
Am 13. August 1959 kam es zu einem schweren Unfall. Die Bremsvorrichtung eines Straßenbahnwagens versagte bei der Hinauffahrt der Hüttenbergstraße, als die Straßenbahn wegen eines falsch abgestellten Fahrzeuges bremsen musste. Der Wagen rollte daraufhin ungebremst rückwärts gegen einen Omnibus und schleuderte diesen in das Schaufenster eines Möbelhauses. Zwei Menschen starben und es gab mehrere Schwerverletzte.